# 柱星葉石
柱星葉石（英語：Neptunite），也稱海王石，是一種頁矽酸鹽礦物，化學式為KNa2Li(Fe2+,Mn2+)2Ti2Si8O24。當錳含量高時被稱為錳柱星葉石（Mangan-neptunite），當柱星葉石中的鈦被釩取代則被稱為海神石（Watatsumiite）。

## 名稱
柱星葉石的英文名“Neptunite”來自羅馬神話中海神涅普頓，其原因跟霓石的命名來自北歐神話的海神有關。在日本發現類似柱星葉石的礦石時將其取名為「海神石」。

## 發現
柱星葉石首次於1893年在西格陵蘭Narssârssuk的偉晶岩中被發現，後來也在美國加利福尼亞州聖貝尼托縣藍閃石片岩中的鈉沸石脈內發現，常和藍錐礦共生。加拿大魁北克Mont Saint-Hilaire及俄羅斯科拉半島都有發現到柱星葉石的记錄。
美國寶石研究院根據拉曼光譜鑑定了11.78克拉的柱星葉石多面標本。